# Tmarus piochardi
Tmarus piochardi là một loài nhện trong họ Thomisidae.
Loài này thuộc chi Tmarus. Tmarus piochardi được Eugène Simon miêu tả năm 1866.